# غريغ فلمنج (لاعب دوري الرغبي)
غريغ فلمنج (بالإنجليزية: Greg Fleming)‏ هو لاعب دوري الرغبي أسترالي، ولد في 29 يناير 1975 في نيوكاسل في أستراليا.